# Dubiepeira amablemaria
Dubiepeira amablemaria là một loài nhện trong họ Araneidae.
Loài này thuộc chi Dubiepeira. Dubiepeira amablemaria được Herbert Walter Levi miêu tả năm 1991.